# 下郭街道
下郭街道，是中华人民共和国广东省茂名市化州市下辖的一个乡镇级行政单位。

## 行政区划
下郭街道下辖以下地区：
霞宝社区、兴郭社区、下郭村、多谷村、潦口村、灵村、石狗塘村、文子山村、坡尾村、官田村和黄槐村。